# Ricinus vaderi
Espèce
Ricinus vaderi est une espèce de poux parasites hématophages des oiseaux, de la famille des Ricinidae. 

## Découverte
Cette espèce a été décrite en 2016 par Miroslav Valan. C'est un parasite de l'alouette calandre.

## Description
Dans sa description, l'auteur indique que cette espèce mesure entre 3,73 et 3,82 mm. 

## Étymologie

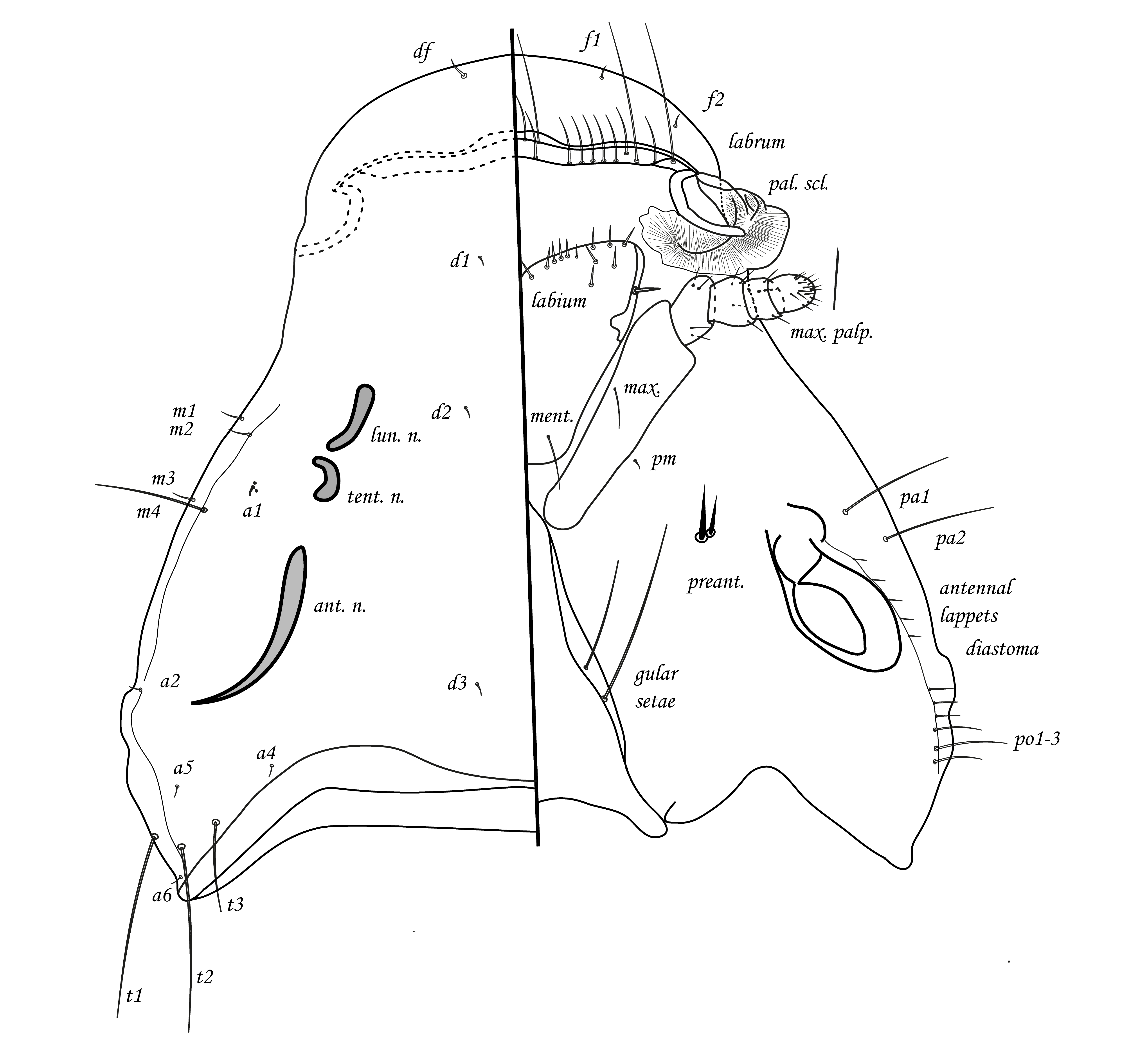
Tête de Ricinus vaderi.

Son nom spécifique, vaderi, lui a été donné en référence à Darth Vader, personnage de Star Wars, en raison de la forme de sa tête qui rappelle le casque du chevalier noir.

## Publication originale
- (en + fr) Miroslav Valan, Oldrich Sychra et Ivan Literak, « Chewing lice of genus Ricinus (Phthiraptera, Ricinidae) deposited at the Zoological Institute of the Russian Academy of Sciences, Saint Petersburg, Russia, with description of a new species », Parasite, EDP Sciences, vol. 23, no 7,‎ 2016, p. 1-10 (ISSN 1776-1042 et 1252-607X, OCLC 187451846, PMID 26902646, PMCID 4763114, DOI 10.1051/PARASITE/2016007, lire en ligne).